# Коспедаль, Мария Долорес де
Мари́я Доло́рес де Коспеда́ль Гарси́я (исп. María Dolores de Cospedal García; род. 13 декабря 1965, Мадрид) — испанский государственный деятель. Генеральный секретарь Народной партии Испании с июня 2008 года, второе лицо партии. Министр обороны Испании в правительстве Мариано Рахоя с 4 ноября 2016 по 7 июня 2018 года. Член Конгресса депутатов Испании XII созыва в 2016—2018 годах. 7 ноября 2018 года Мария Долорес де Коспедаль заявила о завершении политической карьеры и возвращении на юридическое поприще.

## Биография
Коспедаль изучала право в частном Университете Святого Павла в Мадриде. В 1991 году работала прокурором в Стране Басков. В 1992 году перешла на работу в министерство развития, позднее — в министерство социального развития. В 1998 году работала консультантом в испанском посольстве в США. В 1999 году была назначена техническим генеральным секретарём министерства социального развития и труда. Позднее работала в министерстве общественного управления и министерстве внутренних дел.
В июне 2006 года Коспедаль была избрана председателем отделения Народной партии в Кастилии — Ла-Манче. Спустя два года Мариано Рахой назначил Коспедаль генеральным секретарём партии, она стала первой женщиной на этом посту. В июне 2006 года вошла в состав Сената Испании в результате довыборов. Повторно избиралась в Сенат следующего созыва. Фигурировала в коррупционном скандале вокруг казначея партии Луиса Барсенаса.
Сложила полномочия сенатора после победы на выборах 2011 года в Кастилии — Ла-Манче. С июня 2011 по июль 2015 года Коспедаль занимала пост председателя правительства автономного сообщества Кастилия — Ла-Манча. Хотя на региональных выборах в мае 2015 года Народная партия в Кастилии — Ла-Манче получила относительное большинство, правительство сформировала Испанская социалистическая рабочая партия при поддержке «Подемос». С января 2016 года является депутатом нижней палаты испанского парламента.
3 ноября 2016 года Мария Долорес де Коспедаль была назначена на должность министра обороны Испании в правительстве Мариано Рахоя и занимала этот пост вплоть до отставки правительства в результате вотума недоверия председателю правительства 1 июня 2018 года. В июле 2018 года выдвигалась на должность председателя партии, но проиграла в праймериз Сорайе Саэнс Сантамария и Пабло Касадо. 7 ноября 2018 года заявила о том, что снимает с себя полномочия депутата Конгресса, уходит из политики и возвращается к прокурорской работе в Верховном суде Испании.
В 1995—1998 годах состояла в браке с аристократом Хосе Феликсом Вальдивьесо-Гонсалесом, впоследствии брак был расторгнут и аннулирован в церкви. С 2009 года замужем за предпринимателем и финансистом Игнасио Лопесом дель Иерро, имеет сына Рикардо.